# Giuseppe Taverna
Giuseppe Taverna (Piacenza, 14 marzo 1764 – Piacenza, 20 aprile 1850) è stato un educatore e religioso italiano.

## Biografia
Formatosi presso il Collegio Alberoni della sua città natale, divenne sacerdote e insegnante. Figura influente della cultura del tempo, autore di numerose operette scolastiche, seguì la sua vocazione di educatore prima a Piacenza, successivamente a Parma ed infine a Brescia